# Mentawai (Sprache)
Mentawai ist eine auf den vor Sumatra gelegenen Mentawai-Inseln vom Volk der Mentawai gesprochene Sprache. Sie gehört zum Nordwest-Sumatra-Zweig der malayo-polynesischen Sprachen innerhalb der austronesischen Sprachen.
Syamsir Arifin et al. (1992) geben 12 Dialekte an:
- Süd Siberut
  - Madobat
  - Salappa
  - Ulubaga
- Sipora
  - Bariulou
  - Bosua
  - Sioban
- Nord Pagai
  - Pasapuat
  - Silabu
  - Saumanganya
- Süd Pagai
  - Boriai
  - Bulasat
  - Sikakap